# Наварро (округ, Техас)
Шаблон:StateAbbr_ 32°03′ пн. ш. 96°28′ зх. д. / 32.05° пн. ш. 96.47° зх. д.
Округ  Наварро (англ. Navarro County) — округ (графство) у штаті  Техас, США. Ідентифікатор округу 48349.

## Історія
Округ утворений 1846 року.

## Демографія
За даними перепису 2000 року загальне населення округу становило 45124 осіб, зокрема міського населення було 23182, а сільського — 21942. Серед мешканців округу чоловіків було 22213, а жінок — 22911. В окрузі було 16491 домогосподарство, 11908 родин, які мешкали в 18449 будинках. Середній розмір родини становив 3,14.
Віковий розподіл населення поданий у таблиці:
| Стать    | До 15 років | 15-21 | 22-29 | 30-39 | 40-49 | 50-65 | 65-85 | Понад 85 |
| -------- | ----------- | ----- | ----- | ----- | ----- | ----- | ----- | -------- |
| Чоловіки | 5236        | 2850  | 2159  | 3099  | 2932  | 3392  | 2272  | 273      |
| Жінки    | 4855        | 2384  | 2097  | 3173  | 2978  | 3482  | 3198  | 744      |

## Суміжні округи
- Гендерсон — північний схід
- Фристоун — південний схід
- Лаймстоун — південь
- Гілл — південний захід
- Елліс — північний захід

## Виноски
1. ↑  Texas State Historical Association, Barkley R. R., Tyler R. C. Handbook of Texas Online // Handbook of Texas — Texas State Historical Association, 1952. — ISBN 978-0-87611-151-2
2. ↑  U.S. Decennial Census. United States Census Bureau. Архів оригіналу за 19 липня 2018. Процитовано 5 травня 2015.
3. ↑  Texas Almanac: Population History of Counties from 1850–2010 (PDF). Texas Almanac. Архів оригіналу (PDF) за 19 квітня 2015. Процитовано 5 травня 2015.
4. ↑  State & County QuickFacts. United States Census Bureau. Архів оригіналу за 18 жовтня 2011. Процитовано 22 грудня 2013.(англ.) Наведено за англійською вікіпедією.
5. ↑  American FactFinder. Бюро перепису населення США. Архів оригіналу за 26 лютого 2012. Процитовано 31 січня 2008.

| США | Це незавершена стаття з географії США. Ви можете допомогти проєкту, виправивши або дописавши її. |